# Norvég Légió

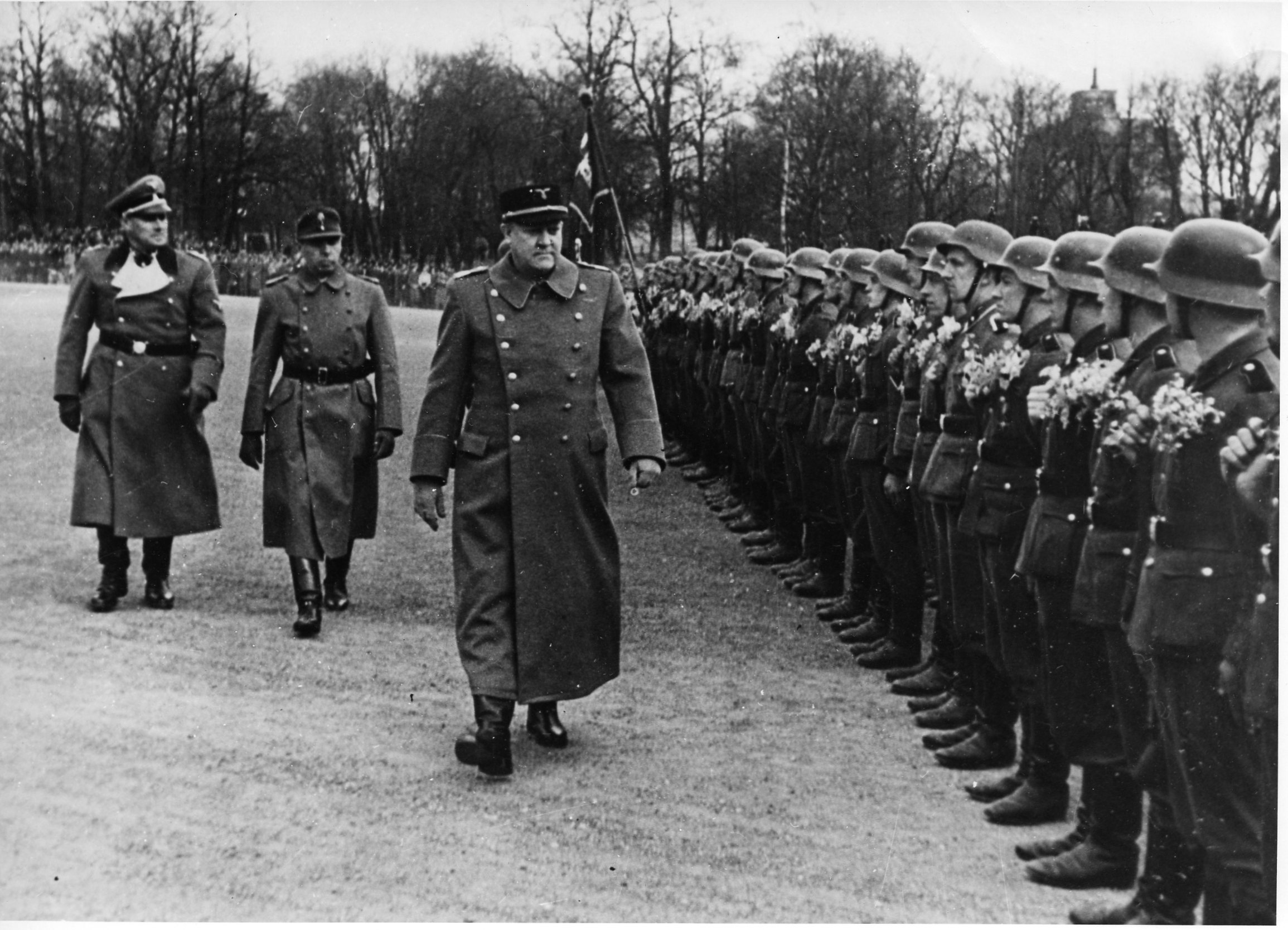
Vidkun Quisling megszemléli a már feloszlott Norvég Légió tagjait Oslóban.

A Norvég Légió (norvégul Den Norske Legion, németül: Freiwilligen-Legion Norwegen) a Waffen-SS kötelékébe tartozó norvég kollaboráns katonai alakulat volt a második világháború alatt, amit 1941. június 29-én hoztak létre. Tagjai abban a hitben léptek be az alakulatba, hogy saját tisztjeik irányítása alatt, norvég egyenruhában fognak katonáskodni Finnország területén, de valójában a németek a Szovjetunió elleni háborúba vezényelték őket. A norvég kollaboráns vezető Vidkun Quisling kezdeményezte az egység felállítását, hogy a megszállt Norvégiának legyen saját katonai ereje és területi igényét érvényesíteni tudja. Quisling szerette volna a Szovjetuniótól Norvégiához csatolni a Kola-félszigetet és Finnország Petsamo nevű régióját, mely a finnek részéről heves ellenállást váltott ki. Másik, korántsem mellékes célja a légiónak az volt, hogy Quisling újból visszaszerezze Hitler bizalmát. Mivel Quisling minden erőfeszítése ellenére nem tudta Norvégiát ellenállás nélkül a németek kezére játszani 1940-ben, Hitler bizalma megingott benne és semmibe vette a bábját, olyannyira, hogy még közvetlenül sem írhatott neki levelet Quisling.
Quisling a légió létszámát 30 ezer főre tervezte növelni, amelyet a finn Lappföldre vezényelnének, de a norvég kollaboráns katonák állomásoztatását Finnország elutasította és a német hadvezetés sem járult hozzá, mivel Hitler számára fontosak voltak a petsamói nikkelbányák. Ráadásul Quisling minden erőfeszítése ellenére a légió személyi állománya sosem emelkedett ezer fő fölé, ezért igencsak marginális szerep jutott neki. Norvégiából az SS-hez 15 ezren csatlakoztak, de ezek az önkéntesek nem kívántak Quisling légiójában szolgálni, ami mutatja a kollaboráns vezető megvetettségének mértékét saját hazájában is.
A norvégokat a 2. SS gyalogos dandár alá helyezték és német egyenruhában szolgáltak. A légió saját zászlóval rendelkezett, amely a norvég nemzeti zászló színeit és jelképét, a skandináv keresztet vette alapul. A légió főparancsnoka Arthur Quist az 1928. évi olimpia ezüstérmes norvég lovascsapatának tagja volt. A légió 1942 februárjában elfoglalta az oroszországi Krasznoje Szelót, ahol főhadiszállását rendezte be és innét folytatott harcokat a Leningrádot védő orosz csapatok ellen. Ez év májusában a norvég legionáriusok visszavonultak, majd egy hónappal később visszatértek a frontvonalra. Jelentősebb harci cselekmény, amelyben a norvégok részt vettek, a Ladoga-tó környéki hadműveletek voltak, ahol a Vörös Hadsereg 1943 februárjában ellentámadást indított az ostromlókkal szemben.
Ezután a légió visszavonult a frontról, mivel veszteségeik elérték a 180 főt, amely az egység állományának 18%-át tette ki, személyi utánpótlás azonban nem érkezett. 1943 márciusában a Norvég Légiót feloszlatták, mivel a norvég legionáriusok és a német katonák kapcsolata nem volt jó, a német parancsnokok pedig nem értékelték túlzottan a norvégokat. Ráadásul a legionáriusoknak német nyelvű parancsokat osztottak ki, sokan pedig egyáltalán nem beszéltek németül. Meglehetősen jelentéktelen szereplésük csökkentette más norvég kollaboránsok lelkesedését, így az SS nem tudott önkénteseket toborozni Norvégiából. Egyes fanatikus norvégok megmaradtak a német hadsereg kötelékében, ők a 11. Nordland SS önkéntes páncélgránátos hadosztály állományán belül harcoltak tovább a keleti fronton.
A Norvég Légióhoz hasonló volt az úgyszintén skandináv Dán Szabadcsapatok (Frikorps Danmark), melyet dán kollaboránsok hoztak létre és szintén a Vörös Hadsereg ellen vetettek be. Létszámát tekintve hatszor nagyobb volt a Norvég Légiónál és bár szerepe neki is csak jelentéktelen volt, de összehasonlítva a norvégok tevékenységével ahhoz képest eredményesebbnek volt mondható.

## A légió parancsnokai
Mivel a légió a német hadsereg parancsnoksága alá tartozott, ezért vezetői is német tiszti rangot kaptak, mégpedig a Sturmbannführer titulust.
A parancsnokok:
- Finn Kjelstrup (1941 június–december)
- Jørgen Bakke (1941 december)
- Arthur Quist, mint Obersturmbannführer, azaz főparancsnok (1941 december-1943 március)

Az altisztek (Hauptsturmführer) név szerint: Olaf T. Lidving, Frode Halle, Karsten Sveen, John Braseth, Ragnar Berg, Finn Finson.